# طريقة سارما
طريقة سارما هي طريقة تستخدم بشكل أساسي لتقييم ثبات منحدرات التربة تحت ظروف الزلازل. وباستخدام الافتراضات المناسبة، يمكن توظيف هذه الطريقة أيضًا في تحليل ثبات المنحدرات السكوني. وقد اقترحها سارادا كي سارما في أوائل السبعينيات من القرن العشرين كتحسين للطرق التقليدية الأخرى للتحليل، والتي تبنت العديد من افتراضات التبسيط.

## معلومات تاريخية
عمل سارما في مجال تحليل الزلازل لسدود الأرض تحت إشراف إمبريسيس في إمبريال كوليدج لدراسات الدكتوراه الخاصة به في منتصف ستينيات القرن الماضي. وقد اعتمدت أساليب تحليل الزلازل وتأثيرها على السدود المتاحة في ذلك الوقت على توجه توازن الحد، واقتصرت على أسطح الفشل المستوية أو الدائرية التي تتبنى العديد من الافتراضات فيما يتعلق بتوازن القوة واللحظة (الذي عادةً ما يستوفي أحدهما) وعن حجم القوى (كأن تكون القوى بين الشرائح مساويةً لصفر).
تناول سارما الطرق المتعددة المتاحة للتحليل، وطور طريقةً جديدةً للتحليل في ظروف الزلازل وحساب الإزاحات الدائمة بسبب الاهتزاز الشديد. ونُشرت طريقته في السبعينيات من القرن العشرين (نشرت لأول مرة سنة 1973 وظهرت التطورات الجديدة سنة 1975 و1979 ).

## الطريقة

### الافتراضات
تستوفي هذه الطريقة جميع شروط التوازن، (مثل توازن القوى الأفقية والعمودية والتوازن اللحظي لكل شريحة. ويمكن تطبيقها على أي شكل من الأسطح المنزلقة حيث لا يفترض أن تكون عموديةً، ولكنها قد تكون مائلةً. ويُفترض أن أحجام قوى الجانب العمودي تتبع أنماطًا محددة. فبالنسبة لشرائح (أو دعامات) n، هناك 3n أسئلة و3n معادلات، لذلك يمكن تحديد ذلك إحصائيًا بدون الحاجة إلى المزيد من الافتراضات الإضافية.

### المزايا
تسمى طريقة سارما طريقة متقدمة وصارمة في تحليل ثبات المنحنى السكوني والزلزالي. وتسمى متقدمة لأنها قد تراعي أسطح الفشل غير الدائرية. وأيضًا، يسمح التوجه متعدد الدعامات بالشرائح غير العمودية وهندسة المنحنيات غير المنتظمة. ويتم وصفها بأنها طريقة صارمة لأنها تستوفي شروط التوازن الثلاثة والقوى العمودية والأفقية واللحظات. وتُستخدم طريقة سارما الآن كتأكيد لعدد محدود من البرامج (وكذلك تحليل حد العنصر المحدود (FE))، وهي الطريقة القياسية المستخدمة في تحليل الزلازل.

### الاستخدام
تستخدم الطريقة بشكل أساسي لغرضين، لتحليل المنحدرات والسدود الأرضية. وعند استخدامها لتحليل ثبات منحدر الزلازل، يمكنها توفير عامل الأمان من الفشل لحمل زلزال معين، مثل تسارع ir لقوة الزلزال الأفقية (التسارع الحرج). بالإضافة إلى ذلك، يمكنها توفير حمل الزلزال المطلوب (القوة أو التسارع) الذي قد يفشل أحد المنحنيات أمامه، أي أن عامل الأمان سيساوي 1.
وعند استخدام هذه الطريقة في تحليل السدود الأرضية (أي منحنيات أوجه السد)، تُستخدم نتائج التحليل، أي التسارع الحرج في تحليل كتلة نيومارك المنزلقة analysis  لحساب الإزاحة الدائمة الناتجة. ويتبع ذلك افتراض أن الإزاحات تنتج إذا تجاوزت التسارعات الناتجة عن الزلازل قيمة التسارع الحرج للثبات.

## الدقة

### القبول العام
تستخدم طريقة سارما على نطاق واسع في برامج تحليل الزلازل منذ سنوات عديدة، وقد كانت الممارسة القياسية لثبات منحنى الزلازل لسنوات عديدة (كما هو الحال في طريقة مونونوب أوكايب  للحفاظ على الجدران). وقد تحقق العديد من الباحثين من دقتها، وثبت أنها تحقق نتائج مماثلة تمامًا للطرق الحديثة لطرق تحليل حد الثبات العددي للحد الأقل الآمن (مثل الأسلوب الحادي والخمسين محاضرة رانكين ).

### البدائل الحديثة
على الرغم من ذلك، تستخدم برامج التحليل العددي الحالية التي تعتمد على العناصر المنتهية والتباين المنتهي والعناصر الحدية على نطاق أوسع لدراسات الحالة الخاصة. وقد تم مؤخرًا توجيه اهتمام خاص إلى طريقة العنصر المحدود  التي يمكنها توفير نتائج دقيقة جدًا من خلال ظهور العديد من الافتراضات، والتي عادة ما تتبناها أساليب التحليل التقليدية. ويمكن أن تمثل الشروط اللازمة والقوانين التأسيسية هذه الحالة بطريقة أكثر واقعيةً.

## قائمة المصادر
- Kramer, S. L. (1996) Geotechnical Earthquake Engineering. Prentice Hall, New Jersey.

## وصلات خارجية
- Dr Sarada K Sarma
- Sarma method